# Mednarodna hokejska liga 2001/02
Mednarodna hokejska liga 2001/02 je bila tretja sezona Mednarodne hokejske lige. Naslov prvaka je osvojil klub HDD Olimpija Ljubljana, ki je v finalu premagal Albo Volán Székesfehérvár. 

## Redni del
| Poz | Klub                      | OT | TOČ | Z (ZP) | P (PP) | PG | DG  | GR  |
| --- | ------------------------- | -- | --- | ------ | ------ | -- | --- | --- |
| 1   | Alba Volán Székesfehérvár | 14 | 39  | 13 (1) | 1 (1)  | 91 | 48  | +43 |
| 2   | Dunaújvárosi Acélbikák    | 14 | 28  | 10 (2) | 4 (0)  | 67 | 32  | +35 |
| 3   | HDD Olimpija Ljubljana    | 14 | 27  | 9 (1)  | 5 (1)  | 65 | 41  | +24 |
| 4   | HK Jesenice               | 14 | 27  | 8 (0)  | 6 (3)  | 63 | 44  | +19 |
| 5   | MHK Dubnica               | 14 | 26  | 9 (2)  | 5 (1)  | 62 | 43  | +19 |
| 6   | HK Slavija                | 14 | 12  | 4 (0)  | 10 (0) | 49 | 59  | -10 |
| 7   | HK Vojvodina Novi Sad     | 14 | 6   | 2 (0)  | 12 (0) | 30 | 87  | -57 |
| 8   | KHL Medveščak             | 14 | 3   | 1 (0)  | 13 (0) | 38 | 108 | -70 |

## Končnica
*-po kazenskih strelih.

### Polfinale

#### HK Jesenice - Alba Volán Székesfehérvár
| 3. februar 2002 | HK Jesenice | 7:4 | Alba Volán Székesfehérvár | Dvorana Podmežakla, Jesenice |

| Poročilo tekme | Poročilo tekme | Poročilo tekme | Poročilo tekme | Poročilo tekme |
| -------------- | -------------- | -------------- | -------------- | -------------- |
|                |                | (1-0,4-2,2-2)  |                |                |

| 20. februar 2002 | Alba Volán Székesfehérvár | 6:1 | HK Jesenice | Ledena dvorana, Székesfehérvár |

| Poročilo tekme | Poročilo tekme | Poročilo tekme | Poročilo tekme | Poročilo tekme |
| -------------- | -------------- | -------------- | -------------- | -------------- |
|                |                | (1-0,2-0,3-1)  |                |                |

#### HDD Olimpija Ljubljana - Dunaújvárosi Acélbikák
| 3. februar 2002 | HDD Olimpija Ljubljana | 4:2 | Dunaújvárosi Acélbikák | Hala Tivoli, Ljubljana |

| Poročilo tekme | Poročilo tekme | Poročilo tekme | Poročilo tekme | Poročilo tekme |
| -------------- | -------------- | -------------- | -------------- | -------------- |
|                |                | (1-0,1-1,2-1)  |                |                |

| 20. februar 2002 | Dunaújvárosi Acélbikák | 4:3* | HDD Olimpija Ljubljana | Dunaújvárosi Jégcsarnok, Dunaújváros |

| Poročilo tekme | Poročilo tekme | Poročilo tekme    | Poročilo tekme | Poročilo tekme |
| -------------- | -------------- | ----------------- | -------------- | -------------- |
|                |                | (1-1,1-1,2-0,0-1) |                |                |

### Za razvrstitev

#### KHL Medveščak Zagreb - MHK Dubnica
| 3. februar 2002 | KHL Medveščak | 5:7 | MHK Dubnica | Dom športova, Zagreb |

| Poročilo tekme | Poročilo tekme | Poročilo tekme  | Poročilo tekme | Poročilo tekme |
| -------------- | -------------- | --------------- | -------------- | -------------- |
|                |                | (1:3, 2:3, 2:1) |                |                |

| 20. februar 2002 | MHK Dubnica | 10:4 | KHL Medveščak | Zimný štadión, Dubnica |

| Poročilo tekme | Poročilo tekme | Poročilo tekme  | Poročilo tekme | Poročilo tekme |
| -------------- | -------------- | --------------- | -------------- | -------------- |
|                |                | (3:0, 4:2, 3:2) |                |                |

#### HK Vojvodina Novi Sad - HK Slavija
| 3. februar 2002 | HK Vojvodina Novi Sad | 2:4 | HK Slavija | Sportski centar, Vojvodina |

| Poročilo tekme | Poročilo tekme | Poročilo tekme  | Poročilo tekme | Poročilo tekme |
| -------------- | -------------- | --------------- | -------------- | -------------- |
|                |                | (1:2, 1:2, 0:0) |                |                |

| 20. februar 2002 | HK Slavija | 5:3 | HK Vojvodina Novi Sad | Dvorana Zalog, Ljubljana |

| Poročilo tekme | Poročilo tekme | Poročilo tekme  | Poročilo tekme | Poročilo tekme |
| -------------- | -------------- | --------------- | -------------- | -------------- |
|                |                | (2:1, 1:0, 2:2) |                |                |

### Za tretje mesto
| 24. februar 2002 | HK Jesenice | 2:0 | Dunaújvárosi Acélbikák | Dvorana Podmežakla, Jesenice |

| Poročilo tekme | Poročilo tekme | Poročilo tekme  | Poročilo tekme | Poročilo tekme |
| -------------- | -------------- | --------------- | -------------- | -------------- |
|                |                | (0:0, 1:0, 1:0) |                |                |

| 27. februar 2002 | Dunaújvárosi Acélbikák | 4:4 | HK Jesenice | Dunaújvárosi Jégcsarnok, Dunaújváros |

| Poročilo tekme | Poročilo tekme | Poročilo tekme  | Poročilo tekme | Poročilo tekme |
| -------------- | -------------- | --------------- | -------------- | -------------- |
|                |                | (2:1, 0:1, 2:2) |                |                |

### Za peto mesto
| 24. februar 2002 | HK Slavija | 3:1 | MHK Dubnica | Dvorana Zalog, Ljubljana |

| Poročilo tekme | Poročilo tekme | Poročilo tekme  | Poročilo tekme | Poročilo tekme |
| -------------- | -------------- | --------------- | -------------- | -------------- |
|                |                | (2:1, 0:0, 1:0) |                |                |

| 27. februar 2002 | MHK Dubnica | 5:0 | HK Slavija | Zimný štadión, Dubnica |

| Poročilo tekme | Poročilo tekme | Poročilo tekme  | Poročilo tekme | Poročilo tekme |
| -------------- | -------------- | --------------- | -------------- | -------------- |
|                |                | (1:0, 3:0, 1:0) |                |                |

### Za sedmo mesto
| 25. februar 2002 | KHL Medveščak | 5:2 | HK Vojvodina Novi Sad | Dom športova, Zagreb |

| Poročilo tekme | Poročilo tekme | Poročilo tekme  | Poročilo tekme | Poročilo tekme |
| -------------- | -------------- | --------------- | -------------- | -------------- |
|                |                | (2:0, 2:0, 1:2) |                |                |

| 27. februar 2002 | HK Vojvodina Novi Sad | 6:1 | KHL Medveščak | Sportski centar, Vojvodina |

| Poročilo tekme | Poročilo tekme | Poročilo tekme  | Poročilo tekme | Poročilo tekme |
| -------------- | -------------- | --------------- | -------------- | -------------- |
|                |                | (2:0, 1:1, 3:0) |                |                |

### Finale
| 24. februar 2002 | HDD Olimpija Ljubljana | 4:1 | Alba Volan Székesfehérvár | Hala Tivoli, Ljubljana |

| Poročilo tekme | Poročilo tekme | Poročilo tekme  | Poročilo tekme | Poročilo tekme |
| -------------- | -------------- | --------------- | -------------- | -------------- |
|                |                | (1:0, 1:1, 2:0) |                |                |

| 27. februar 2002 | Alba Volan Székesfehérvár | 5:3* | HDD Olimpija Ljubljana | Ledena dvorana, Székesfehérvár |

| Poročilo tekme | Poročilo tekme | Poročilo tekme       | Poročilo tekme | Poročilo tekme |
| -------------- | -------------- | -------------------- | -------------- | -------------- |
|                |                | (1:1, 3:0, 1:1, 0:1) |                |                |

## Nagrade
- Najboljši igralec:  Gábor Ocskay ( Alba Volan Székesfehérvár)
- Najboljši vratar :  Gaber Glavič ( HK Jesenice)
- Najboljši branilec :  Igor Beribak  ( HDD Olimpija Ljubljana)
- Najboljši napadalec :  Frank Kovács ( Alba Volan Székesfehérvár)
- Najboljši strelec :  Krisztián Palkovics ( Alba Volan Székesfehérvár)